# Diseworth
Diseworth – wieś w Anglii, w hrabstwie Leicestershire. Leży 25 km na północny zachód od miasta Leicester i 167 km na północny zachód od Londynu.